# 니시무라 겐타
니시무라 겐타(西村 賢太, 1967년 7월 12일~2022년 2월 5일)는 일본의 소설가이다. 도쿄도 에도가와구 출신이며 마치다시의 시립 중학교를 졸업했다. 소설 《고역열차》(2010년)로 2011년에 열린 제144회 아쿠타가와 상을 수상하였다.
도쿄 출신으로 할아버지때부터 시작한 운송업을 하는 가정에서 태어났다. 하청일을 하는 종업원 4명 정도의 영세한 규모였지만, 겐타의 아버지는 외제차를 좋아해서 기회가 될 때마다 재규어, 카마로 등을 구매했다. 초등학교 시절인 1978년 가을에 부친이 강도 및 강간 범죄로 체포되어 형무소에 수감되었다. 이후 겐타의 부모는 이혼을 했고, 3살 위의 누나와 함께 어머니 슬하에서 지낸다. 초등학교 5학년 2학기 때 치바현으로 이사를 했고, 6학년으로 진학하는 봄방학 기간에 다시 도쿄도 마치다시로 이사한다. 그 전까지 아버지가 단순 강도 사건으로 인해 수감되었다고 알고 있었지만, 마치다 시립 중학교 3학년에 되던 해에 아버지가 성범죄로 인해 수감중이라는 사실을 알게 되면서 충격을 받아 등교거부를 하게 된다.
중학교 졸업 이후 부두 하역 노동, 짐꾼, 주류판매점 배달원, 식당 종업원, 경비원을 전전하면서 고정된 직업을 갖지 못했고, 폭력사건으로 경찰서에 불려 가기도 했다.
2022년 2월 5일 아침에 도쿄 도내 병원에서 사망했다.

## 작품
- 《고역열차》